# ホルヘ・バルディビア
ホルヘ・ルイス・バルディビア・トーロ（Jorge Luis Valdivia Toro スペイン語発音: [ˈxorxe ˈlwjs βalˈdjβja], 1983年10月19日 - ）は、ベネズエラ・マラカイ出身の元チリ代表サッカー選手。現役時代のポジションはMF（攻撃的ミッドフィールダー）。
2002年にCSDコロコロとプロ契約を結び、翌年に期限付き移籍したCDウニベルシダ・コンセプシオンでトップチームデビューした。ラージョ・バジェカーノやセルヴェットFCを経て、2005年にコロコロに復帰した。2006年から2シーズン過ごしたSEパウメイラスではカンピオナート・パウリスタ優勝を経験。2008年8月にアル・アインFCに移籍すると国内カップ制覇に貢献しリーグMVPを獲得する。2010年夏にパウメイラスに復帰しコパ・ド・ブラジルで2度優勝。2015年にアル・ワフダへ加入し再びUAE国内タイトルを制覇。2017年にコロコロへ11年振りに舞い戻った。
2004年、21歳でチリ代表デビューし、2007年にはコパ・アメリカ2007に出場したが、その直後の合宿中に醜聞を晒し、チリサッカー連盟から20試合の出場禁止処分を受けた。復帰後、マルセロ・ビエルサ監督の下で絶対的なレギュラーとなり、2010年には南アフリカで開催された2010 FIFAワールドカップ本大会に出場した。2011年11月には合宿中に門限を破り、クラウディオ・ボルギ監督によって謹慎処分を科せられた。

## クラブ経歴

### 初期の経歴
チリ人の両親の下ベネズエラのマラカイに生まれ、年少時代にチリの首都サンティアゴに移住した。1990年、7歳でCSDコロコロの下部組織に加わり、2002年6月にトップチームに昇格したが、経験を積むため、また素行の問題などによりCDウニベルシダ・コンセプシオンにレンタル移籍した。レンタル元のコロコロとの試合でプロデビューを果たし、その試合に1-1で引き分けた。技術の高さですぐに好印象を与え、2003アペルトゥーラを通してレギュラーポジションを維持すると、クラブ史上初のコパ・スダメリカーナ出場権獲得に貢献した。クラウスーラでも満足のいくシーズンを過ごしコロコロ復帰話も浮上したが、スペインのラージョ・バジェカーノやスイスのセルヴェットFCにレンタル移籍した。

### コロコロ
2シーズンをヨーロッパでプレーし、2005年にコロコロに復帰した。同年1月にはアルゼンチンのボカ・ジュニアーズが移籍金150万ドルで予備登録したが、最終的にコロコロが保有することを決定した。3月13日、エスタディオ・モヌメンタル・ダビド・アレジャーノで行われたCDコブレロア戦 (2-0) で公式戦デビューした。CDウニオン・サン・フェリペ戦 (3-2) では89分に移籍後初得点となる決勝点を挙げた。アペルトゥーラでは出場機会を欠いたが、クラウスーラでは16試合の出場でチームトップの9得点を挙げた。翌シーズンにクラウディオ・ボルギ監督が就任するとプレーメーカーのポジションに定着し、いっそうの出場機会を得た。チームにとって鍵となる選手であり、マティアス・フェルナンデスやゴンサロ・フィエーロらとともに中盤で強力なトリオを構成した。2006年4月16日のCDウニベルシダ・カトリカとのダービー (2-3) では、ルベン・セルマン主審の疑惑の判定の渦中の人となった。

### パルメイラス
2006年8月5日、カンピオナート・ブラジレイロ・セリエAのSEパルメイラスと年俸40万ドルで3年契約を結んで完全移籍した。移籍金は350万ドルであり、外国人選手に支払った金額としてはクラブ史上最高額であった。プレシーズンのECサント・アンドレ戦 (2-0) でデビューを飾り、チッチ監督は「バルディビアのブラジルでの成功は疑いの余地がない」と断言した。エスタジオ・ド・マラカナンで行われたボタフォゴFR戦 (3-1) で公式戦初出場を果たしたが、初年度は公式戦15試合・非公式戦1試合に出場したのみであり、得点を挙げられなかった。カイオ・ジュニオール監督が就任すると背番号10を与えられて先発メンバーに固定され、2007年1月16日のリオ・ブランコEC戦 (2-1) で移籍後初得点を挙げた。SCコリンチャンス・パウリスタ戦 (3-0) ではエジムンドのハットトリックをすべてアシストする活躍を見せ、試合後にはカイオ・ジュニオール監督に「バルディビアはカルロス・テベス後のブラジルサッカー界のニュースターだ」と称された。5月20日のフィゲイレンセFC戦 (2-1) では2得点を挙げた。12月3日、カンピオナート・ブラジレイロの最優秀選手賞を受賞した。同月にはウルグアイのエル・パイス紙によって南米ベストイレブンに選出され、南米最高のミッドフィールダーとみなされた。2008年1月21日、TV GazetaによるMesa Redonda賞を受賞し、カンピオナート・ブラジレイロの最優秀ミッドフィールダーに選出された。
カイオ・ジュニオールが去り、ヴァンデルレイ・ルシェンブルゴ監督が就任すると、エンリケやディエゴ・ソウザを獲得して2008年のカンピオナート・パウリスタに臨んだ。バルディビアは相変わらず素行面で問題があり、新監督に精神面でのいっそうの成熟を期待された。2月16日、CAジュベントス戦 (4-0) で新シーズンの初得点を挙げた。カンピオナート・パウリスタでは活躍を見せ、アレックス・ミネイロに次ぐチーム2位の9得点を挙げると、クラブは州選手権王者となった。2008年のセリエAでは、バレンタインデーのクルゼイロEC戦 (5-2) で得点し妻に捧げた。8月3日、イパチンガFC戦 (2-1) で2得点を挙げ、ボタフォゴFR戦がセリエAでの自身最終戦となった。

### アル・アイン
ドイツのヴェルダー・ブレーメン、ヘルタ・ベルリン、スペインのRCDエスパニョールなどが獲得に興味を示す中、2008年8月15日にUAEリーグのアル・アインFCと年俸170万ユーロでの4年契約を結んだ。移籍金は800万ドル。8月下旬にチームに合流し、アイントラハト・フランクフルトとのプレシーズンマッチを戦った。アル・ジャジーラSC戦 (4-2) で公式戦デビューし、直接フリーキックによって初得点を挙げた。12月1日には国際サッカー歴史統計連盟 (IFFHS) によって世界で14番目に人気のある選手に選出された。2009年7月3日、エティサラート・エミレーツ・カップでライバルのアル・ワフダSCCを1-0で破って優勝した。自身は足首の負傷が完治していなかったが、試合に出場して28分に決勝点をアシストしている。プレジデント・カップ決勝ではアル・シャバーブと対戦し、アンドレ・ディアスのPKによる得点を守り切って優勝した。加入して1年も絶たずにチームのトップアイドルとなり、ユニフォームなどの関連商品の売り上げでもチームトップであった。クラブの公式ウェブサイトではクラブ史上最高の選手と紹介された。モハメド・ビン・サイェド・アル・ナーヤン会長は生涯契約をオファーしたが、これを断った。9月15日、リーグ最優秀選手賞を受賞した。9月23日、UAEスーパーカップでアル・アハリ・ドバイをPK戦の末に破って優勝した。2010年シーズンはキャプテンに就任した。

### パルメイラス復帰
2010 FIFAワールドカップ期間中にはパルメイラス復帰の可能性が常に取り沙汰され、7月26日に5年契約を結んで完全移籍した。移籍金は1600万ドル。8月14日のエスタジオ・ド・パカエンブーでのアトレチコ・パラナエンセ戦後、15,000人のファンに迎えられた。2010年8月22日、グアラニFC戦 (0-0) で後半から出場して復帰後初出場を果たし不安定なプレーぶりは批判されたが、それでもファンからは復帰を歓迎された。9月5日のクルゼイロEC戦では65分にベンチに下がり、ルイス・フェリペ・スコラーリ監督の采配に不満を露わにするために水の入ったペットボトルをグラウンドに投げた。9月12日、CRヴァスコ・ダ・ガマ戦 (0-0) がパウメイラスでの100試合目となった。ECヴィトーリア戦後には「クルゼイロ戦での態度は繰り返さない」と述べ、スコラーリ監督に謝罪した。10月7日、アヴァイFC戦 (4-1) では2得点を挙げた。10月24日のコリンチャンス戦で負傷し、チームよりひと足早くシーズンを終えた。12月には全ての選手に対してクラブから「（休暇の過ごし方に）注意するように」という手紙が届いたが、その手紙にサインすることを拒否した。後にバルディビアは、「休暇に際してこのような手紙を押しつけることは、クラブから選手に対しての信頼の欠如である」と述べ、パウメイラスの首脳陣は「彼らの批判は不当なものであり、クラブにふさわしくない選手はいらない」と反論した。
2011年初頭にはコパ・リベルタドーレスに出場するフルミネンセFCからオファーが届いたが、オファーを拒否してパウメイラスに残った。3月9日、カンピオナート・パウリスタのECノロエスチ戦では直接フリーキックから得点し、さらに85分に若手のヴィニシウスの決勝点をアシストした。シーズン終了後に他クラブに移籍する可能性が浮上したが、3月24日にアルナウド・ティローネ会長によって移籍話は否定された。4月14日、コパ・ド・ブラジル準々決勝ECサント・アンドレ戦ファーストレグではピッチに放尿した。セカンドレグでは卓越した働きを見せて1-0で勝利し、スコラーリ監督によってネイマールと比較された。10月、妻以外の女性とキスしている写真がブラジルの雑誌に掲載された。2012年6月、妻やふたりの子どもと一緒に強盗に誘拐され、2時間ほど拘束された後に無事解放された。

### アル・ワフダ
2015年7月12日にアル・ワフダ・アブダビに2年契約で移籍しUAEに復帰。ハビエル・アギーレ監督の下、ハンガリー代表FWジュジャーク・バラージュらと共に2016年にエティサラート・エミレーツ・カップ、2017年にはプレジデントカップ優勝に貢献。2シーズンで公式戦合計41試合に出場し、9ゴール15アシストを記録した。2017年5月に契約を満了し、アール・ナヒヤーン・スタジアムを後にする。

### コロコロ復帰以降
2017年6月、11年振りにコロコロへ復帰することが発表された。
2020年1月、リーガMXのモナルカス・モレリアに加入。コロコロ時代の指揮官パブロ・ゲデと再会した。7月にクラブが移転し新設されたマサトランFCで引き続きプレー。12月よりコロコロに2度目の復帰となった

## 代表経歴

### アコスタ政権初期
2007年にパウメイラスで好プレーを披露し、コパ・アメリカ2007のメンバーに選出された。グループリーグ初戦のエクアドル戦 (3-2) に出場し、バルディビアが受けたファールがカルロス・ビジャヌエバの直接フリーキックによる決勝点につながった。2戦目のブラジル戦では試合中にロビーニョと激しい口論になり、エラーノとの接触によって負傷した。この負傷により、最終戦のメキシコ戦を欠場することとなったが、チリ代表は2戦目までに準々決勝進出を決めた。バルディビア、レイナルド・ナビア、アルバロ・オルメーニョ、ホルヘ・バルガス、ロドリゴ・テージョ、パブロ・コントレラスの6人は準々決勝進出を祝おうとしたが、彼らはプエルト・オルダスのホテルで2人のウェイトレスをレイプしたとカナル13に報じられた。この出来事の後、醜聞に関与した6人の選手たちはチリサッカー連盟によって20試合の出場停止処分を受けた（後に処分は10試合に軽減）。準々決勝では再びブラジルと対戦したが、1-6で敗れて敗退した。

### ビエルサ政権での栄光
2008年8月5日、マルセロ・ビエルサ監督はトルコとの親善試合でバルディビアを公式に代表に復帰させる決断を下した。トルコ戦では後半途中にベンチに退き、ハリル・アルティントップに得点を許して0-1で敗れた。9月7日、2010 FIFAワールドカップ・南米予選のブラジル戦に出場し、同予選初出場を果たしたが、63分にレッドカードを貰って退場処分となった。ブラジル代表のファンは「（ブラジルリーグで活躍した）バルディビアはブラジル人だ」との皮肉とともに拍手喝采した。2009年10月10日、同予選のコロンビア戦 (4-2) ではチームの3点目を決め、またファビアン・オレジャーナのチーム4点目をアシストした。この勝利によってチリ代表は12年ぶりのFIFAワールドカップ本大会出場を決めた。本大会前の準備試合でも頻繁に先発出場機会を得て、2010年5月26日のザンビア戦 (3-0) ではアレクシス・サンチェスのチーム3点目をアシストしたほか、自身の代表通算3点目を挙げた。本大会の出場メンバーにも順調に選出され、グループリーグ初戦のホンジュラス戦 (1-0) では、エースのウンベルト・スアソが負傷欠場した関係でストライカーのポジションでプレーした。後半には激しいタックルを受け、次戦への出場に不安を残したが、2戦目のスイス戦では後半開始から本来のポジションであるプレーメーカーとして出場し、エステバン・パレデスに絶妙なパスを通してマルク・ゴンサレスの決勝点の起点となった。3戦目のスペイン戦はハーフタイムまで、決勝トーナメント1回戦のブラジル戦は後半開始から出場したが、どちらの試合にも敗れて敗退となった。

### ボルギ政権での論争
2011年2月にはビエルサ監督が退任し、クラウディオ・ボルギ監督が就任した。同年11月、バルディビア、アルトゥーロ・ビダル、ジャン・ボーセジュール、ゴンサロ・ハラ、カルロス・カルモナの5人は代表合宿中にバルディビアの子どもの洗礼式に参加したが、アルコールを摂取した状態で合宿所の門限を破り、ボルギ監督によって謹慎処分を科せられた。

## 人物
モデルのダニエラ・アランギスと結婚し、彼女との間に2人の子を儲けている。兄弟のクラウディオ・バルディビアはAño 0というリアリティ番組に出演していた。

## 代表歴

### 出場大会
- チリ代表
  - 2010 FIFAワールドカップ
  - 2014 FIFAワールドカップ

### 試合数
- 国際Aマッチ 79試合 7得点（2004年-2017年）[19]

| チリ代表 | 国際Aマッチ | 国際Aマッチ |
| 年       | 出場        | 得点        |
| -------- | ----------- | ----------- |
| 2004     | 3           | 0           |
| 2005     | 6           | 0           |
| 2006     | 7           | 1           |
| 2007     | 8           | 0           |
| 2008     | 3           | 0           |
| 2009     | 9           | 2           |
| 2010     | 7           | 1           |
| 2011     | 8           | 0           |
| 2012     | 0           | 0           |
| 2013     | 4           | 0           |
| 2014     | 6           | 2           |
| 2015     | 12          | 1           |
| 2016     | 0           | 0           |
| 2017     | 6           | 0           |
| 通算     | 79          | 7           |

### 得点
| #  | 日付           | 場所                 | 対戦相手         | スコア | 結果 | 大会                              |
| -- | -------------- | -------------------- | ---------------- | ------ | ---- | --------------------------------- |
| 1. | 2006年11月16日 | ビニャ・デル・マール | パラグアイ       | 2–0    | 3–2  | 親善試合                          |
| 2. | 2009年2月11日  | ポロクワネ           | 南アフリカ共和国 | 0–1    | 0–2  | 親善試合                          |
| 3. | 2009年10月10日 | メデリン             | コロンビア       | 2–3    | 2–4  | 2010 FIFAワールドカップ・南米予選 |
| 4. | 2010年5月26日  | カラマ               | ザンビア         | 3–0    | 3–0  | 親善試合                          |
| 5. | 2014年6月13日  | クイアバ             | オーストラリア   | 2–0    | 3–1  | 2014 FIFAワールドカップ           |
| 6. | 2014年11月14日 | アントファガスタ     | ベネズエラ       | 2–0    | 5–0  | 親善試合                          |
| 7. | 2015年6月5日   | ランカグア           | エルサルバドル   | 1–0    | 1–0  | 親善試合                          |

## タイトル

### クラブ
コロコロ
- プリメーラ・ディビシオン  : 2006アペルトゥーラ, 2017トランシシオン
- スーペルコパ・デ・チレ（英語版）: 2017, 2018

パウメイラス
- カンピオナート・パウリスタ : 2008
- コパ・ド・ブラジル：2012, 2015
- カンピオナート・ブラジレイロ・セリエB：2013

アル・アイン
- エティサラート・エミレーツ・カップ（英語版）: 2008
- UAEプレジデントカップ : 2008-09
- アラビアン・ガルフ・スーパーカップ（英語版）: 2009

アル・ワフダ
- エティサラート・エミレーツ・カップ : 2016
- UAEプレジデントカップ : 2017

### 代表
チリ
- コパ・アメリカ：2015

### 個人
- プレミオ・クラッキ・ド・ブラジレイロン : 2007
- ボーラ・ジ・オーロ : 2007
- トロフェウ・メサ・レドンダ（ポルトガル語版）: 2007
- カンピオナート・パウリスタ 最優秀選手賞 : 2007, 2008
- アラビアン・ガルフ・リーグ 最優秀選手賞 : 2009
- アラビアン・ガルフ・リーグ最優秀外国人選手賞 : 2009
- コパ・アメリカ2011 スターチーム : 2011[20]